# Stelis propagans
Stelis propagans är en orkidéart som beskrevs av Carlyle August Luer och Alexander Charles Hirtz. Stelis propagans ingår i släktet Stelis och familjen orkidéer. Inga underarter finns listade i Catalogue of Life.